# Bidzina Iwaniszwili

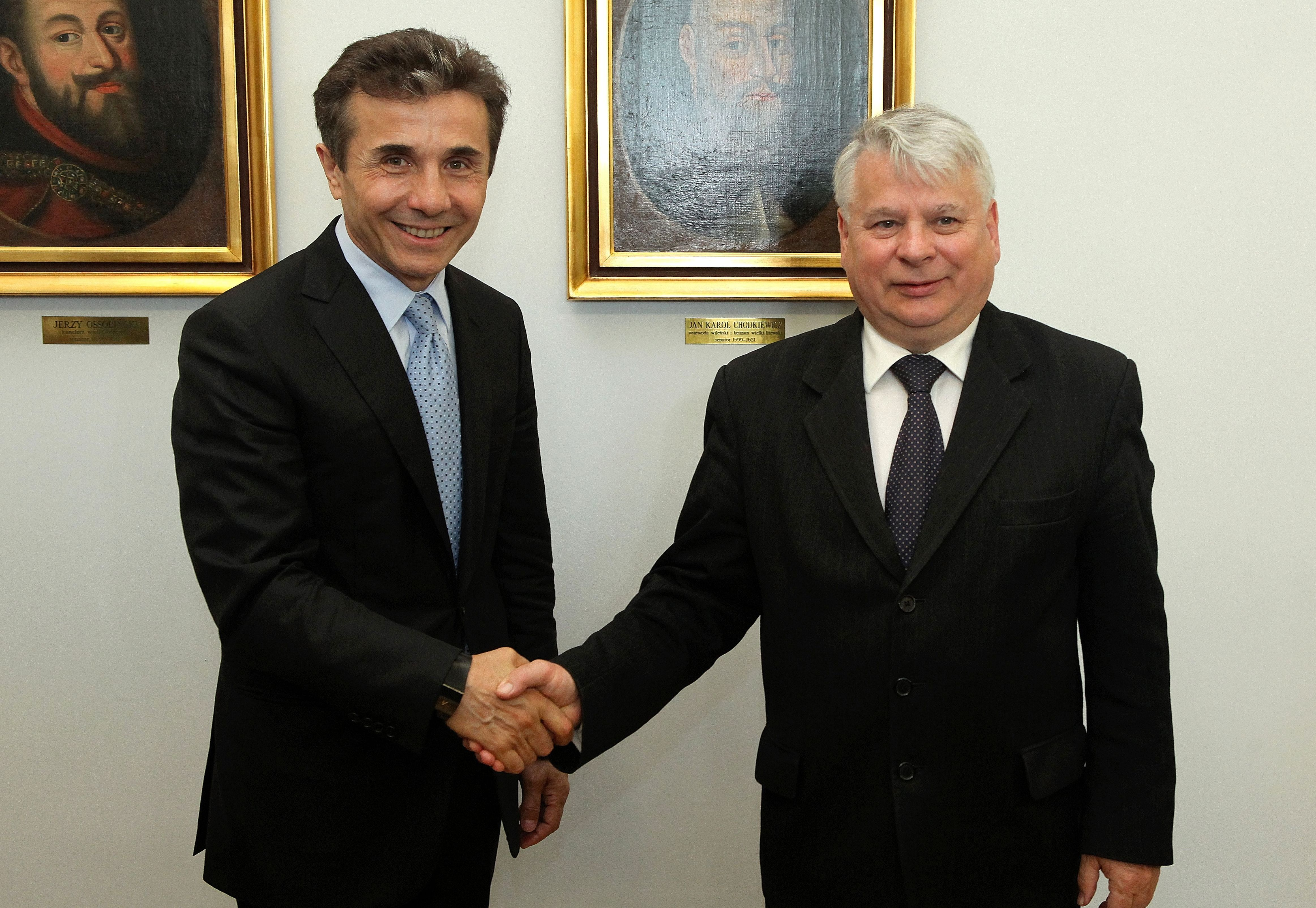
Bidzina Iwaniszwili i Bogdan Borusewicz podczas wizyty premiera Gruzji w Senacie RP (2013)

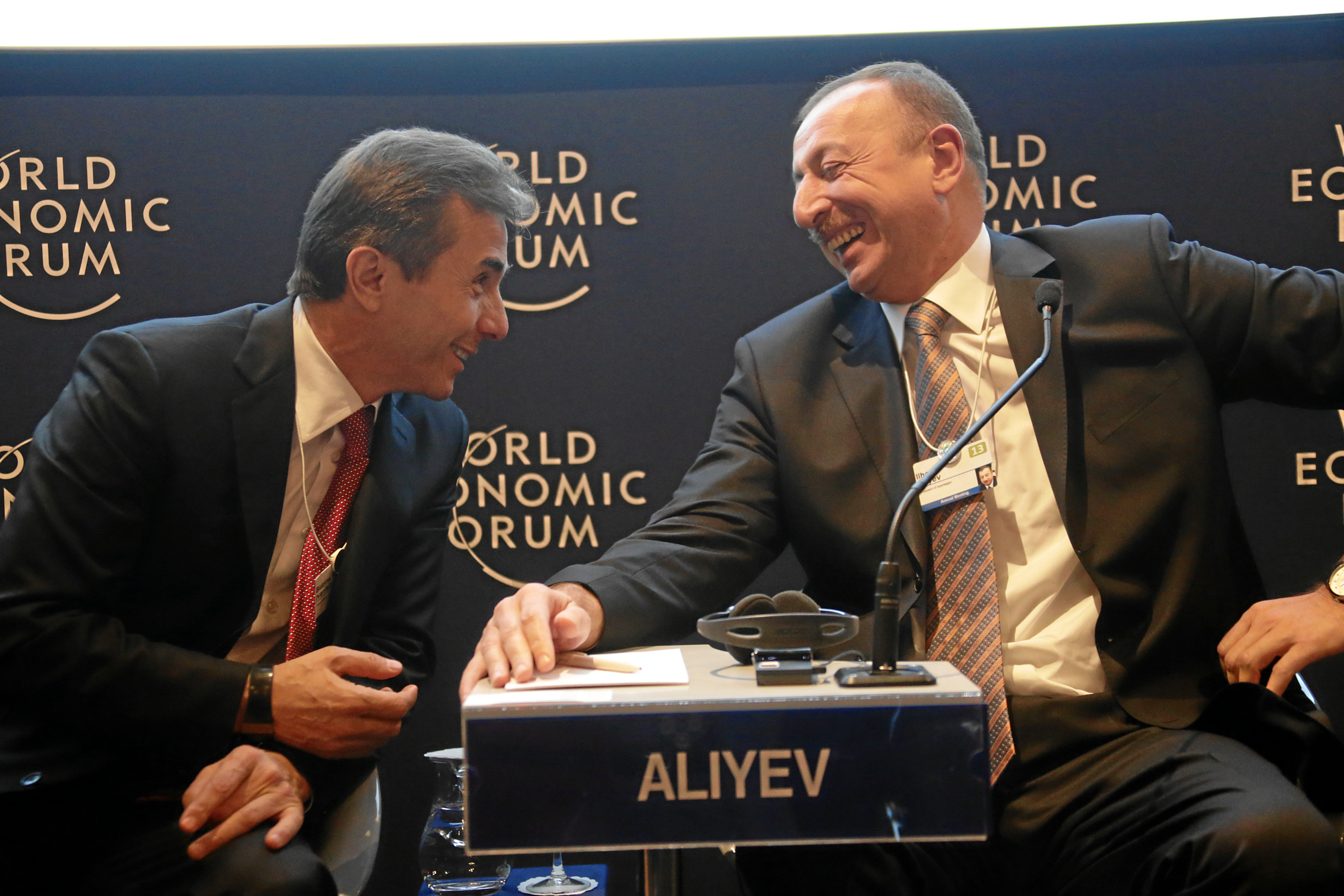
Bidzina Iwaniszwili i İlham Əliyev podczas Światowego Forum Ekonomicznego w Davos (2013)

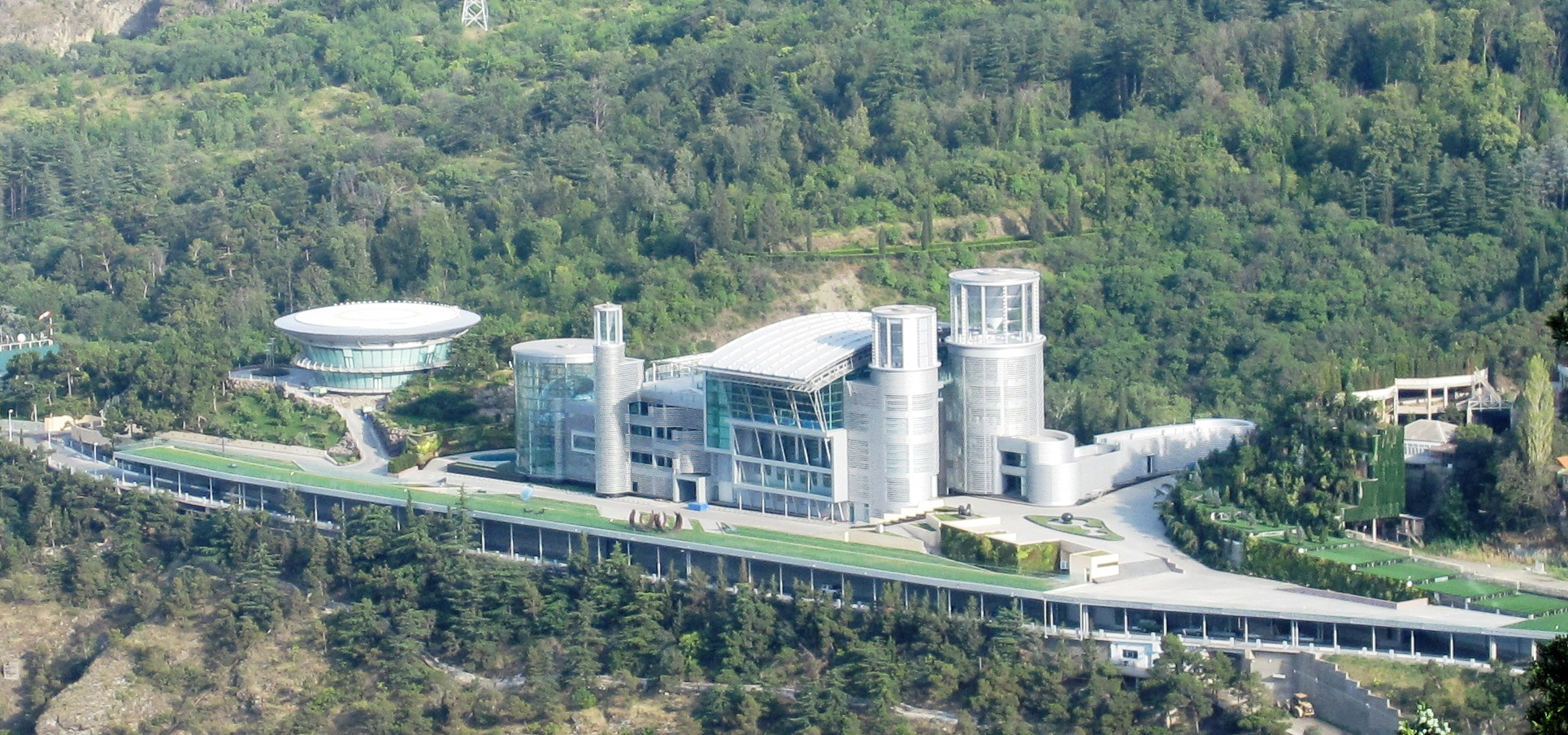
Posiadłość Iwaniszwilego w Tbilisi (2009)

Bidzina Iwaniszwili (gruz. ბიძინა ივანიშვილი, używał imienia Boris, ur. 18 lutego 1956 w Czorwili) – gruziński miliarder i polityk. Przywódca koalicji Gruzińskie Marzenie, która wygrała wybory parlamentarne w październiku 2012. Premier Gruzji od 25 października 2012 do 20 listopada 2013.

## Edukacja i działalność gospodarcza
Bidzina Iwaniszwili urodził się w miejscowości Czorwila w regionie Imeretia jako najmłodszy z pięciorga rodzeństwa. Jego rodzina była stosunkowo uboga; ojciec był górnikiem w kopalni rud manganu w pobliskiej miejscowości Cziatura. Ukończył szkołę średnią w Saczchere, a następnie inżynierię i ekonomię na Państwowym Uniwersytecie w Tbilisi. Po jego zakończeniu wyjechał do Moskwy, gdzie doktoryzował się w zakresie ekonomii na Moskiewskim Państwowym Uniwersytecie Transportu Szynowego.
Przebywając w Moskwie rozpoczął działalność gospodarczą, której początek przypadł na czas rozpadu ZSRR i okres prywatyzacji państwowych przedsiębiorstw. Rozpoczynał od sektora usług, handlując elektroniką, w tym częściami komputerowymi oraz telefonami z klawiaturą. W 1990 założył Rossijski Kredit Bank, który w późniejszych latach stał się jednym z największych banków w Rosji. Obok sektora bankowego prowadził interesy w branży przemysłowej, rolniczej, budowlanej i na rynku nieruchomości. Został właścicielem sieci aptek „Doktor Stoletow” oraz dwóch pięciogwiazdkowych hoteli w Moskwie. Uzyskał udziały w takich firmach, jak Gazprom i Łukoil. Część swego majątku inwestował również w dzieła sztuki. Znany był z kolekcjonowania obrazów, w tym dzieł Pabla Picassa. W 2006 za 95 mln USD zakupił obraz tego malarza, Dora Maar z kotem.
Według magazynu Forbes, wartość jego majątku w 2009 wyniosła 3,2 mld USD i systematycznie wzrastała w ciągu kolejnych trzech lat. W marcu 2012, jako najbogatszy mieszkaniec Gruzji, zajął 153. miejsce na liście najbogatszych ludzi magazynu Forbes z majątkiem wartym 6,4 mld USD. Jego majątek stanowił połowę rocznego gruzińskiego budżetu.
W 2002 powrócił wraz z rodziną, żoną i czworgiem dzieci, do Gruzji. Zamieszkał w rodzinnej Czorwili. Po dojściu do władzy prezydenta Micheila Saakaszwilego w czasie rewolucji róż w 2003, wspierał finansowo krajowe instytucje społeczne i publiczne oraz Gruzińską Cerkiew Prawosławną; prowadził działalność filantropijną. Współfinansował odbudowę szkół, szpitali, kościołów i instytucji kulturalnych. Finansował Fundusz Obrony, zajmując się odbudową infrastruktury policyjnej. Według własnych szacunków na działalność publiczną przeznaczył w ciągu kilku lat ok. 1,5 mld USD.

## Kariera polityczna
W październiku 2011 Iwaniszwili ogłosił decyzję o zaangażowaniu się w życie polityczne i o udziale w nadchodzących wyborach parlamentarnych w październiku 2012. Decyzję tę uzasadniał potrzebą zmian w kraju. Choć w pierwszych latach popierał rząd prezydenta Saakaszwilego, z biegiem czasu coraz bardziej dystansował się od władz, a zwłaszcza po przegranej przez Gruzję wojnie pięciodniowej z Rosją w 2008. Administrację prezydenta oskarżał o podejmowanie złych decyzji politycznych w czasie i po zakończeniu konfliktu, budowanie autorytarnych rządów, łamanie i ograniczenie wolności oraz swobód obywatelskich, w tym działalności mediów i przedsiębiorstw.
W tym samym miesiącu został pozbawiony przez władze gruzińskiego obywatelstwa; nastąpiło to na mocy prawa o przyjęciu obywatelstwa państwa trzeciego, oznaczającego w takiej sytuacji pozbawienie obywatelstwa państwa ojczystego. Iwaniszwili w 2010, posiadając już obywatelstwo gruzińskie i rosyjskie, przyjął dodatkowo obywatelstwo francuskie. Pozbawienie go obywatelstwa miało, jego zdaniem, uniemożliwić mu udział w wyborach. Na początku 2012 sam dobrowolnie zrzekł się obywatelstwa rosyjskiego. W maju 2012 parlament gruziński przyjął przejściową nowelizację konstytucji, umożliwiającą start w wyborach parlamentarnych i prezydenckich kandydatowi posiadającemu obywatelstwo jednego z krajów Unii Europejskiej i zamieszkującemu w Gruzji co najmniej pięć lat. Nowe prawo, które miało obowiązywać do 2014 roku, stwarzało możliwość startu Iwaniszwilemu w wyborach parlamentarnych w 2012 i prezydenckich w 2013. Ten jednakże, bezskutecznie starając się o odzyskanie gruzińskiego obywatelstwa, nie zdecydował się na start na mocy nowo uchwalonych przepisów, uznając je dodatkowo za motywowane politycznie i wobec tego niekorzystne dla krajowego porządku prawnego.
W grudniu 2011 założył ruch społeczny Gruzińskie Marzenie, który 21 kwietnia 2012 przybrał formę koalicji wyborczej pod tą samą nazwą. Oprócz partii Iwaniszwilego (Gruzińskie Marzenie-Demokratyczna Gruzja) w jej skład weszło kilka największych partii opozycyjnych, w tym Partia Republikańska, Nasza Gruzja-Wolni Demokraci, Partia Konserwatywna, Forum Narodowe oraz partia Przemysł Zbawi Gruzję.
Ogłaszając w 2011 decyzję o zaangażowaniu się w działalność polityczną, Iwaniszwili zapowiedział sprzedaż swojego majątku w Rosji. Powodem decyzji miało być ukrócenie spekulacji i pomówień o reprezentowanie zagranicznych interesów i rosyjskich władz, o co oskarżali go przeciwnicy polityczni. W maju 2012 sprzedał aktywa Rossijskiego Kredit Banku, a we wrześniu 2012 – ostatnie z posiadanych udziałów w rosyjskich przedsiębiorstwach.
W czasie kampanii sondaże przedwyborcze wskazywały na zwycięstwo rządzącego Zjednoczonego Ruchu Narodowego. Iwaniszwili zapowiadał odbudowę gospodarki kraju po wojnie z 2008 oraz zerwanie z polityką administracji Saakaszwilego, łamiącej jego zdaniem standardy demokratyczne. W polityce zagranicznej opowiadał się za kontynuacją współpracy z państwami zachodnimi, NATO i Unią Europejską, lecz równocześnie wskazywał potrzebę normalizacji i poprawy relacji z Rosją. Przełomowym momentem w kampanii wyborczej była publikacja 18 września 2012 przez opozycyjne stacje telewizyjne nagrań ze stołecznego więzienia, w którym służba więzienna poniżała i torturowała osadzonych, co miało stanowić dowód na postępującą degradację wartości i łamania praw demokratycznych w kraju. Upublicznienie nagrań doprowadziło do masowych demonstracji antyrządowych oraz dymisji w szeregach rządu.
Po ogłoszeniu wstępnych wyników prezydent Saakaszwili uznał zwycięstwo rywala i zapowiedział przejście Zjednoczonego Ruchu Narodowego do opozycji. 5 października 2012 Centralna Administracja Wyborcza Gruzji ogłosiła, że w wyborach parlamentarnych z 1 października 2012 koalicja Gruzińskie Marzenie zdobyła 54,9% głosów. Organizacja Bezpieczeństwa i Współpracy w Europie uznała wybory za wolne i demokratyczne, zauważając jednak istnienie pewnych niedociągnięć. Stanowiły one jednocześnie pierwszy demokratyczny i pokojowy transfer władzy w historii Gruzji.
W nowym parlamencie koalicja Gruzińska Marzenie objęła 85 mandatów, a Zjednoczony Ruch Narodowy pozostałe 65 miejsc. 8 października 2012 Iwaniszwili podał wstępny zarys swojego przyszłego gabinetu. 17 października 2012 został desygnowany przez prezydenta na stanowisko premiera i rozpoczął misję formowania gabinetu. 25 października 2012 przedstawił ostateczny skład rządu, który tego samego dnia uzyskał wotum zaufania ze strony parlamentu głosami 88 za do 54 przeciw. W jego 19-osobowym gabinecie stanowisko wicepremiera i ministra obrony objął Irakli Alasania, a stanowisko ministra energii były piłkarz Kacha Kaladze. Premierem Gruzji przestał być 20 listopada 2013 r.
W 2021 r. został kawalerem francuskiej Legii Honorowej.